# 帕拉乌纳
帕拉乌纳是巴西戈亚斯州的一个市镇。总面积3781.219平方公里，总人口11575人，人口密度3.1人/平方公里。